# Жил Беје
Жил Беје (фр. Jules Béhier; Париз, 26. август 1813 — 7. мај 1876) је био француски лекар.

## Биографија
Рођен је 26. августа 1813. у Паризу. Године 1837. докторирао је дисертацијом Recherches sur quelques points de pathologie. Године 1844. стекао је агрегацију и 1849. постао је болнички лекар. Године 1864. почео је да ради на катедри за интерну патологију на Сорбони. Као професор радио је на Отел Дју у Паризу (1869—76). Године 1866. постао је члан Националне медицинске академија (одељење за патолошку анатомију).
Заслужан је за популаризацију бризгалице у Француској, која је изумљена 1853. Такође је познат по свом пионирском експериментисању са нарцеином, и по залагању за хидротерапију (хладне водене купке) и алкохол за лечење тифоида. Са дерматологом Алфредом Хардијем повезан је са „Бехиер-Хардијев симптом” (познат и као „Бехиер-Хардијева афонија”), описан као губитак гласа, знак раних стадијума плућне гангрене.

## Дела
- Traité élémentaire de pathologie (са Алфред Хардијем), (3 дела, 1844—55).
- Conférences de clinique médicale, faites à la Pitié, 1861-1862 (са Акилеом Адријеном Прустом), 1864.
- A Contribution to the history of Leucemia (Intestinal Leucemia), (на енглеском језику, 1868).
- Transfusion du sang : opérée avec succès chez une jeune femme, 1874.
- Sur le traitement du rhumatisme, 1876.[6]